# 持久长度
持久长度（Persistence length）又称持续长度，是一个基本的力学性质，量化了长聚合物的刚度。
通俗地讲，对於长度短於持久长度的聚合物，分子表现得有点像柔韧的弹性棒，而对於长度长於持久长度的聚合物，聚合物的性质只能以统计学方式描述，就像三维随机游动。
正规地讲，持久长度P定义为超过某一长度後切向的相互关系不成立时的这一长度。用倾向於化学的说法可以将持续长度定义为无限长链上键 i 上所有键 j ≥ i 的投影的平均和。. 
定义角θ 为聚合物在位置0的切向量和在距离位置0的距离为L处的切向量的夹角。可以证明角的余弦的期望值随距离成指数下降。
{\displaystyle \langle \cos {\theta }\rangle =e^{-(L/P)}\,}
其中P 是持久长度，而三角括号表示所有起始位置的平均值。
一块未烹调过的意大利粉的持久长度约为1018米。双螺旋DNA的持久长度约为50纳米。
在高分子科学中，持久长度是库恩长度的一半，库恩长度是假设某一部分是自由连接的链时这一部分的长度。持久长度等於无限链长极限的链轮廓末端的的切线上的末端间矢量的平均投影。

## 另一种定义
{\displaystyle l}表示链轮廓上的线性坐标，{\displaystyle {\vec {e}}(l)}表示在坐标处的方向的单位向量，则自相关函数为：
{\displaystyle K(\Delta l)=\int {\mbox{d}}l\,{\vec {e}}(l){\vec {e}}(l+\Delta l)}
{\displaystyle \Delta l}很大时上式趋向於零。lps 是在距离{\displaystyle \Delta l}处的持久长度，K为自相关函数，则下式成立：
{\displaystyle \int _{0}^{l_{ps}}{\mbox{d}}\Delta l\,K(\Delta l)=\int _{l_{ps}}^{L}{\mbox{d}}\Delta l\,K(\Delta l)}
(L是自由连接链是总长度（=伸直长度））。